# Brejo da Madre de Deus
Pour les articles homonymes, voir Brejo.
Brejo da Madre de Deus est une municipalité brésilienne située dans l'État du Pernambouc.